# Michael Jackson's This Is It
(Michael Jackson mentre parla ai suoi collaboratori e ballerini durante le prove di This Is It)
Michael Jackson's This Is It è un documentario musicale/film concerto del 2009 diretto da Kenny Ortega e con protagonista il cantante statunitense Michael Jackson, in gran parte realizzato utilizzando il materiale girato nei giorni immediatamente precedenti il suo decesso, mentre l'artista provava le canzoni e preparava le coreografie per il residency show This Is It in programma all'O2 Arena di Londra a partire dal luglio 2009.
Non può essere definito solamente film concerto poiché non è, per l'appunto, mai stato effettuato in pubblico, ma sono solo ed esclusivamente filmati di backstage durante le prove dello spettacolo che Jackson avrebbe dovuto tenere a Londra nella stagione successiva. I filmati sono stati poi messi insieme come per fare una scaletta e ricreare quel concerto che non ha mai avuto luogo.
Distribuito nei cinema il 28 ottobre 2009, complessivamente il film ha incassato 261 183 588 $. È dunque il documentario musicale con il maggior incasso di tutti i tempi.

## Trama
Il film documenta le ultime settimane di vita del cantante Michael Jackson, ed in particolare cerca di ricostruire il più fedelmente possibile tramite immagini delle prove, interviste ad amici e collaboratori e immagini di repertorio inedite quello che avrebbe dovuto essere l'omonimo tour.

## La scaletta del film
Per mantenere il film nella durata delle due ore, sono state aggiunte solo le canzoni provate nella sua interezza, o quasi interezza, da Jackson e dalla sua band. Alcune canzoni provate solo dalla band e dai ballerini, o solo in parte da Jackson, come Dangerous e Dirty Diana, sono state invece omesse. Jackson, come nelle prove dei precedenti tour, e come lo si può vedere affermare nel dietro le quinte, era solito risparmiare la voce durante le prove cantando a bassa voce o non cantando affatto, pertanto nel montaggio del film la voce nelle canzoni è stata spesso ricavata dai master delle canzoni tratte dagli album originali e da vecchie demo.

### Canzoni cantate nel film
| #  | Canzone                              | Note |
| -- | ------------------------------------ | --- |
| 1  | Wanna Be Startin' Somethin'          | La canzone è eseguita senza la terza strofa e senza il primo verso. Contiene una breve versione a cappella del brano Speechless, inserita in fase di montaggio. Non è chiaro se la canzone sarebbe stata eseguita nella sua interezza in un altro segmento del concerto. Voce dal vivo e, in parte, utilizzata una vecchia demo della canzone abbassata di qualche tonalità per somigliare alla voce più profonda di Jackson degli ultimi anni. |
| 2  | Jam                                  | Contiene una breve introduzione suonata col basso. Non è chiaro se questa intro sarebbe stata utilizzata anche per i concerti o se sia servita ad accompagnare alcune immagini del dietro le quinte delle prove dei toaster dei ballerini. È eseguita senza la seconda strofa e senza la prima parte del rap per il minutaggio del film, se i concerti avessero avuto luogo, sarebbe stata probabilmente eseguita come canzone completa. Contiene un breve frammento strumentale di Another Part Of Me. Voce dal vivo/playback ed editata per il film con voce originale abbassata di qualche tonalità per somigliare alla voce più profonda di Jackson degli ultimi anni.                                                                        |
| 3  | The Drill                            | Come per il break di Jam nel Dangerous World Tour e quello tra Scream e They Don't Care about Us nell'HIStory World Tour, il The Drill è una sequenza unicamente danzata con passi ispirati alle mosse dei militari, in questo caso per introdurre nuovamente They Don't Care About Us. Si tratta della versione strumentale del brano Mind Is The Magic insieme ad alcuni frammenti dei brani Bad e Dangerous. È ballata da Jackson insieme ad alcuni ballerini vestiti da soldati. Nel tour, grazie ad uno schermo LCD in 3D, i ballerini/soldati dietro a Jackson sarebbero sembrati una moltitudine. |
| 4  | They Don't Care About Us             | Come nell'HIStory World Tour, il brano è eseguito senza la seconda strofa. Contiene alcuni frammenti strumentali di HIStory, She Drives Me Wild e Why You Wanna Trip On Me. Alcune scene delle prove sono state filmate due giorni prima della morte di Jackson. Voce dal vivo/playback ed editata per il film con voce originale abbassata di qualche tonalità per somigliare alla voce più profonda di Jackson degli ultimi anni. |
| 5  | Human Nature                         | I primi versi sono eseguiti a cappella; dalla seconda strofa è poi eseguita con la band. Durante i titoli di coda è presente una versione alternativa del brano. Voce dal vivo. |
| 6  | Smooth Criminal                      | L'introduzione è una clip del film Gilda (in bianco e nero) modificata apposta per inserirvi digitalmente Jackson che interagisce con alcuni personaggi del passato come Humphrey Bogart. Contiene inoltre alcune scene prese dal film Moonwalker per integrare scene che l'artista non è stato in grado di completare prima della morte. La sequenza dell'Antigravity Lean non è presente nel film anche se provata ma, durante i concerti, Jackson l'avrebbe eseguita insieme agli altri ballerini, come per gli altri tour. Primo verso voce dal vivo/playback ed editata per il film con voce originale abbassata di qualche tonalità per somigliare alla voce più profonda di Jackson degli ultimi anni, finale della canzone voce dal vivo. |
| 7  | The Way You Make Me Feel             | È eseguita con l'introduzione lenta, già usata in passato durante i Grammy Awards 1988, il Royal Concert e il Michael Jackson: 30th Anniversary. Il brano è eseguito senza il primo verso e la seconda strofa tagliate a causa del minutaggio del film e senza tre ottave finali (ma nelle immagini del film è possibile vedere Jackson chiedere di riaggiungerle, per cui sarebbero state presenti nei concerti). Voce dal vivo nell'intro, voce in playback ed editata per il film con voce originale abbassata di qualche tonalità per somigliare alla voce più profonda di Jackson degli ultimi anni. |
| 8  | I Want You Back                      | La canzone è cantata in un medley come negli altri tour di Jackson. Voce dal vivo. |
| 9  | The Love You Save                    | La canzone è cantata in un medley come negli altri tour di Jackson. Voce dal vivo. |
| 10 | I'll Be There                        | La canzone è cantata in un medley come negli altri tour di Jackson, con un membro del coro che canta al posto di Jermaine Jackson. In questo caso si tratta del corista Daryll Phinnessee. Voce dal vivo. |
| 11 | Shake Your Body (Down to the Ground) | La versione della canzone è solo strumentale con il ritornello cantato dai coristi. Contiene un frammento (sempre strumentale) di Don't Stop 'Til You Get Enough. Il ballo è eseguito solo dai ballerini, con Jackson che compare solo verso la fine del pezzo. |
| 12 | I Just Can't Stop Loving You         | Il brano è eseguito da Jackson in duetto con la corista Judith Hill. Voce dal vivo. |
| 13 | Thriller                             | Il brano è introdotto da un video in 3D. Contiene un frammento strumentale dei brani Ghosts e Threatened. Voce dal vivo/playback ed editata per il film con voce originale abbassata di qualche tonalità per somigliare alla voce più profonda di Jackson degli ultimi anni. |
| 14 | Beat It                              | Prima dell'inizio del brano viene suonato un pezzo strumentale di Who Is It solo per accompagnare le immagini di backstage del film. L'inizio è eseguito, come per gli altri tour, su un braccio meccanico, che in questo caso spuntava direttamente da dentro il palco. La seconda strofa non viene eseguita a causa del minutaggio del film ma, se i concerti avessero avuto luogo, il brano sarebbe stato eseguito come canzone completa. Playback editato per il film, la traccia vocale è ricavata probabilmente da una demo o da una delle tappe del Victory Tour. |
| 15 | Black or White                       | La canzone è cantata senza la seconda strofa come è possibile vedere nel film mentre Jackson indica alla band "no second verse" ("nessuna seconda strofa") e, alla fine del brano, viene eseguito un assolo di chitarra da Orianthi Panagaris e Tommy Organ. Voce dal vivo. |
| 16 | Earth Song                           | Come per Thriller, la canzone è introdotta da un video che gli spettatori avrebbero visto sullo schermo LCD in 3D. La parte finale del brano è eseguita sul braccio meccanico, come durante l'HIStory World Tour. Voce dal vivo e in parte playback editato per il film utilizzando una parte vocale ricavata da una vecchia demo di Earth Song (chiamata What About Us e trapelata in rete) abbassata di qualche tonalità per somigliare alla voce più profonda di Jackson degli ultimi anni. |
| 17 | Billie Jean                          | La canzone sarebbe stata eseguita come durante gli altri tour, le immagini nel film si riferiscono all'unica prova della canzone effettuata durante le prove di This Is It dove, come Jackson afferma nel dietro le quinte, l'artista cercava di dare giusto un'idea accennando solo qualche passo durante un soundcheck. Verso la fine del brano non viene eseguito il moonwalk, che sarebbe stato eseguito però dal vivo, questo perché Jackson, come dichiarato da lui stesso anche nelle immagini contenute nel film, e confermato anche da alcuni suoi ballerini e da alcuni famigliari, non voleva consumare troppe energie durante le prove. Voce dal vivo e in parte playback ricavato da una vecchia sessione demo.                      |
| 18 | Man in the Mirror                    | La canzone è eseguita per un soundcheck. Voce playback con finale dal vivo, con voce originale abbassata di qualche tonalità per somigliare alla voce più profonda di Jackson degli ultimi anni. |
| 19 | This Is It                           | La canzone non è cantata nel film ma è suonata solo durante i titoli di coda. Voce registrata. |
| 20 | Heal the World                       | La canzone è suonata durante i titoli di coda senza la seconda strofa e altre parti. Il brano sarebbe stato eseguito durante i concerti, se questi avessero avuto luogo. Voce playback con voce originale abbassata di qualche tonalità per somigliare alla voce più profonda di Jackson degli ultimi anni. |

## This Is It: il tour programmato

### Annuncio del Tour
Il 5 marzo 2009 Michael Jackson tenne una conferenza stampa in diretta mondiale con i principali network tra i quali la CNN e la BBC, su un palco montato appositamente nell'atrio dell'O2 Arena di fronte ad oltre 2.000 fan e 350 giornalisti, annunciando che avrebbe tenuto una serie di 10 concerti nel corso dell'estate, interrompendo un'assenza dai tour di 12 anni che durava fin dall'HIStory World Tour conclusosi nel 1997.
Jackson, arrivato con circa un'ora di ritardo a causa del traffico di Londra, si presentò sul palco anticipato da un montaggio video di immagini live da suoi precedenti tour. Vestito con una giacca nera con disegni in strass scintillante, pantaloni neri, i suoi classici mocassini e un paio di occhiali da sole "aviator" neri, cercò di tenere un discorso tra le urla di gioia dei suoi fans ma, proprio a causa degli occhiali da sole, non riuscì a leggere bene i teleprompter, come dichiarato da Dermot O'Leary, presentatore dell'evento, dovendo improvvisare gran parte del discorso. Le parole della sua conferenza stampa suscitarono pertanto molti interrogativi poiché l'artista disse in un passaggio:
(Michael Jackson in un passaggio del discorso della conferenza stampa per annunciare il tour This Is It, il 5 marzo 2009)
In realtà "this is it" in inglese può avere vari significati e il regista Kenny Ortega, in un'intervista futura, dichiarerà che l'idea del titolo del tour nacque durante una telefonata tra lui e Jackson e che l'artista lo intendeva come "Ci siamo", "Questo è quello giusto" (riferito al progetto) o "Questo è il momento".

### Promozione
Nelle ore precedenti la conferenza stampa una serie di poster pubblicitari del tour, ritraenti un'immagine iconica di Jackson tratta dal finale del video di Black or White su sfondo rosso, vennero affissi in alcune zone di Londra mentre nei giorni successivi iniziò una campagna pubblicitaria su alcune emittenti televisive; il primo spot costò quasi un milione di dollari e venne trasmesso dalla ITV London con un'audience stimato di circa 11 milioni di spettatori e creando un record senza precedenti perché lo spot, della durata di circa 4 minuti, prendeva un intero intermezzo pubblicitario.
In seguito venne lanciato un sito ufficiale, chiamato michaeljacksonlive.com, dove i fans potevano registrarsi per la prevendita, ma a causa delle numerosissime richieste e della vendita senza precedenti di 350.000 biglietti in pochi minuti, andò inizialmente in crash e questo portò la società organizzatrice dell'evento, la "AEG" (Anschutz Entertainment Group), ad aumentare le date da 10 a 50; in seguito Jackson, parlando coi suoi fans fuori dallo Staples Center, dove si tenevano le prove, si dirà irritato da questa scelta, in quanto disse di non aver mai firmato per 50 date tutte in un posto ma che avrebbe voluto farne 10 a Londra e poi, più avanti, girare il mondo per esibirsi in altre arene; il cantante dichiarò inoltre:
Tutti gli oltre 750.000 biglietti per le 50 date dei concerti furono rapidamente venduti in meno di 4 ore creando un record per la più veloce vendita di biglietti nella storia. Jackson allora scelse di dividere il tour in due parti: la prima nell'estate 2009 (nei mesi di luglio, agosto e settembre) e la seconda nei primi mesi del 2010 (gennaio, febbraio e marzo).
Il cantante aprì un sondaggio sul suo sito web in cui ogni visitatore avrebbe potuto scegliere gratuitamente le sue 25 canzoni preferite: le più votate del sondaggio sarebbero state eseguite dal cantante.
Come conseguenza dell'annuncio del tour i dischi di Jackson registrarono vendite come non si vedevano da molti anni: King of Pop incrementò del 400% e Thriller del 200%. La caccia ai biglietti dei concerti invase il web e alcuni furono messi in vendita su Ebay al prezzo di 10.000 sterline.

### Il tour e gli effetti speciali
Il palco sarebbe stato sovrastato da uno schermo jumbotron LCD 3D (100x3″), il più grande schermo LCD 3D al mondo all'epoca, tramite il quale avrebbero trasmesso dei video 3D come intro ad alcune delle canzoni, come sfondo e per altri effetti 3D durante le esibizioni e che i fan avrebbero visto tramite speciali occhiali 3D messi a disposizione di ciascuno spettatore. Tra questi un video che mostrava Jackson interagire con alcune star del passato, come Rita Hayworth nel film Gilda, per introdurre Smooth Criminal ed un esclusivo video 3D girato appositamente per introdurre Thriller.
All'inizio dello show Jackson sarebbe arrivato sul palco all'interno di una statua simile ad un astronauta, soprannominato "Light Man" (L'uomo di luce), ricoperto da un'armatura di schermi LCD flessibili che avrebbero trasmesso immagini storiche e immagini di repertorio della vita di Jackson e che si sarebbero aperti man mano lasciandolo entrare in scena. Per Dirty Diana era previsto un trucco magico dove Jackson sarebbe salito con una pole dancer su di un letto a baldacchino che sarebbe stato sollevato sopra il palco con dei cavi e dal quale sarebbero spariti entrambi con un trucco illusionistico. Durante Beat It l'artista avrebbe indossato una giacca di un particolare materiale che, una volta gettata a terra, avrebbe preso fuoco.
Per Thriller, oltre al sopracitato video di apertura in 3D, Jackson sarebbe entrato sul palco apparendo da sotto un gigantesco ragno meccanico, mosso inizialmente da un suo sostituto che si sarebbe scambiato con Jackson attraverso una botola al centro del palco (nel film-documentario questa scena è stata invertita facendo sembrare che Jackson sarebbe emerso fuori dal ragno gigante solo a metà canzone). Earth Song sarebbe stata anticipata da un nuovo video in 3D con protagonista una bambina che si addormentava in una foresta che veniva incendiata e poi devastata da alcuni bulldozer e, alla fine della canzone, lo stesso bulldozer del video sarebbe apparso sul palco, attraverso una rampa posta al centro del palco, per essere poi fermato da Jackson che vi si sarebbe parato davanti come faceva col carro armato nell'HIStory World Tour. Nel finale, durante le ultime note di Man in the Mirror, Jackson avrebbe lasciato il palco attraverso una porta segreta all'interno dello schermo LCD 3D che si sarebbe abbassata dando l'impressione che l'artista stesse salendo su di un gigantesco jet, in realtà trasmesso sugli schermi in 3D, che avrebbe dato l'impressione di decollare sopra le teste dei fans.

## Scaletta ipotetica prevista nel tour
Tramite alcune interviste e dichiarazioni dei musicisti e dei collaboratori di Jackson e tramite alcune immagini esclusive dal dietro le quinte inserite come extra nelle versioni home video del documentario, è stato possibile ricostruire la versione più vicina possibile alla scaletta definitiva come era prevista se i concerti avessero avuto luogo (e che differisce in alcuni punti con l'ordine delle canzoni come montate per il documentario):
1. Glimpses & Flashes/Light Man 3D (Intro)
2. Wanna Be Startin' Somethin' (nel documentario, a metà dell'esibizione, vengono mostrate delle immagini di Jackson che canta alcuni versi della canzone Speechless dall'album Invincible, ma si tratta solo di una scelta di montaggio e Jackson avrebbe interpretato il pezzo nella sua completezza in un altro punto del concerto)
3. Jam (con frammento di Another Part of Me)
4. The Drill (break con passi militari) (con la versione strumentale di Mind Is the Magic e un brevissimo frammento di Bad)
5. They Don't Care About Us (con frammenti di HIStory, Why You Wanna Trip on Me e She Drives Me Wild)
6. Human Nature (in alcuni concerti, a scelta del cantante, sarebbe stata sostituita con Stranger in Moscow)[3]
7. Gilda (3D Intro)
8. Smooth Criminal
9. The Way You Make Me Feel (in alcuni concerti, a scelta del cantante, sarebbe stata sostituita con You Rock My World)
10. Jackson 5 Medley - (I Want You Back / The Love You Save / I'll Be There)
11. Don't Stop 'Til You Get Enough (strumentale) - (seguita da una versione breve e unicamente ballata di Shake Your Body (Down to the Ground))
12. Rock With You
13. I Just Can't Stop Loving You (in duetto con Judith Hill)
14. Dangerous (con frammenti di Morphine, 2000 Watts, This Place Hotel, Smooth Criminal, il tema del film Psyco di Hitchcock, il tema del film Il buono, il brutto, il cattivo di Ennio Morricone, You Want This di Janet Jackson)
15. Scena iniziale del video di Black or White (con Macaulay Culkin) (introduzione video)
16. Black or White
17. Who Is It (Instrumental Interlude) - (nel film è presente per accompagnare alcune immagini del backstage. Non è chiaro se Jackson avrebbe interpretato il pezzo nella sua completezza in un altro punto del concerto durante il tour o se la band l'avrebbe suonata come jam session)
18. Dirty Diana
19. Beat It
20. Graveyard (3D Intro)
21. Thriller (seguita da alcune musiche di Nicholas Pike dal cortometraggio Ghosts e da una breve versione unicamente ballata della canzone Threatened dall'album Invincible)
22. Earth Song 2009 (3D Intro)
23. Earth Song
24. Global Medley: We Are The World/Heal the World
25. You Are Not Alone
26. Billie Jean
27. Will You Be There
28. Man in the Mirror
29. MJ Air (3D Outro)

### Date dei concerti
Immediatamente dopo l'annuncio sul sito ufficiale del cantante, vennero pubblicate le date dei concerti, che sarebbero stati tutti eseguiti alla O2 Arena di Londra, nel Regno Unito.
| Numero      | Data               | Città  | Nazione     | Luogo        |
| Europa      | Europa             | Europa | Europa      | Europa       |
| ----------- | ------------------ | ------ | ----------- | ------------ |
| Prima Leg   |                    |        |             |              |
| 1           | 13 luglio, 2009    | Londra | Regno Unito | The O2 Arena |
| 2           | 16 luglio, 2009    | Londra | Regno Unito | The O2 Arena |
| 3           | 18 luglio, 2009    | Londra | Regno Unito | The O2 Arena |
| 4           | 22 luglio, 2009    | Londra | Regno Unito | The O2 Arena |
| 5           | 24 luglio, 2009    | Londra | Regno Unito | The O2 Arena |
| 6           | 26 luglio, 2009    | Londra | Regno Unito | The O2 Arena |
| 7           | 28 luglio, 2009    | Londra | Regno Unito | The O2 Arena |
| 8           | 30 luglio, 2009    | Londra | Regno Unito | The O2 Arena |
| 9           | 1º agosto, 2009    | Londra | Regno Unito | The O2 Arena |
| 10          | 3 agosto, 2009     | Londra | Regno Unito | The O2 Arena |
| 11          | 10 agosto, 2009    | Londra | Regno Unito | The O2 Arena |
| 12          | 12 agosto, 2009    | Londra | Regno Unito | The O2 Arena |
| 13          | 17 agosto, 2009    | Londra | Regno Unito | The O2 Arena |
| 14          | 19 agosto, 2009    | Londra | Regno Unito | The O2 Arena |
| 15          | 24 agosto, 2009    | Londra | Regno Unito | The O2 Arena |
| 16          | 26 agosto, 2009    | Londra | Regno Unito | The O2 Arena |
| 17          | 28 agosto, 2009    | Londra | Regno Unito | The O2 Arena |
| 18          | 30 agosto, 2009    | Londra | Regno Unito | The O2 Arena |
| 19          | 1º settembre, 2009 | Londra | Regno Unito | The O2 Arena |
| 20          | 3 settembre, 2009  | Londra | Regno Unito | The O2 Arena |
| 21          | 6 settembre, 2009  | Londra | Regno Unito | The O2 Arena |
| 22          | 8 settembre, 2009  | Londra | Regno Unito | The O2 Arena |
| 23          | 10 settembre, 2009 | Londra | Regno Unito | The O2 Arena |
| 24          | 21 settembre, 2009 | Londra | Regno Unito | The O2 Arena |
| 25          | 23 settembre, 2009 | Londra | Regno Unito | The O2 Arena |
| 26          | 27 settembre, 2009 | Londra | Regno Unito | The O2 Arena |
| 27          | 29 settembre, 2009 | Londra | Regno Unito | The O2 Arena |
| Seconda Leg |                    |        |             |              |
| 28          | 7 gennaio, 2010    | Londra | Regno Unito | The O2 Arena |
| 29          | 9 gennaio, 2010    | Londra | Regno Unito | The O2 Arena |
| 30          | 12 gennaio, 2010   | Londra | Regno Unito | The O2 Arena |
| 31          | 14 gennaio, 2010   | Londra | Regno Unito | The O2 Arena |
| 32          | 16 gennaio, 2010   | Londra | Regno Unito | The O2 Arena |
| 33          | 18 gennaio, 2010   | Londra | Regno Unito | The O2 Arena |
| 34          | 23 gennaio, 2010   | Londra | Regno Unito | The O2 Arena |
| 35          | 25 gennaio, 2010   | Londra | Regno Unito | The O2 Arena |
| 36          | 27 gennaio, 2010   | Londra | Regno Unito | The O2 Arena |
| 37          | 29 gennaio, 2010   | Londra | Regno Unito | The O2 Arena |
| 38          | 1º febbraio, 2010  | Londra | Regno Unito | The O2 Arena |
| 39          | 3 febbraio, 2010   | Londra | Regno Unito | The O2 Arena |
| 40          | 8 febbraio, 2010   | Londra | Regno Unito | The O2 Arena |
| 41          | 10 febbraio, 2010  | Londra | Regno Unito | The O2 Arena |
| 42          | 12 febbraio, 2010  | Londra | Regno Unito | The O2 Arena |
| 43          | 16 febbraio, 2010  | Londra | Regno Unito | The O2 Arena |
| 44          | 18 febbraio, 2010  | Londra | Regno Unito | The O2 Arena |
| 45          | 20 febbraio, 2010  | Londra | Regno Unito | The O2 Arena |
| 46          | 22 febbraio, 2010  | Londra | Regno Unito | The O2 Arena |
| 47          | 24 febbraio, 2010  | Londra | Regno Unito | The O2 Arena |
| 48          | 1º marzo, 2010     | Londra | Regno Unito | The O2 Arena |
| 49          | 3 marzo, 2010      | Londra | Regno Unito | The O2 Arena |
| 50          | 6 marzo, 2010      | Londra | Regno Unito | The O2 Arena |

### Cast
A partire da aprile 2009 migliaia di ballerini si presentarono alle audizioni condotte personalmente dallo stesso Jackson con la collaborazione del regista dello show, e suo collaboratore di vecchia data, Kenny Ortega; quello che segue sarebbe stato il cast completo dello show:
- Lead Vocalist e ballerino principale: Michael Jackson
- Regista e direttore spettacolo: Kenny Ortega
- Tastiere: Michael Bearden, Morris Pleasure
- Chitarra: Orianthi Panagaris, Thomas Organ
- Basso: Alex Al
- Percussioni: Roger Bashiri Johnson
- Batteria: Jonathan Moffett
- Coro: Judith Hill, Dorian Holley, Darryl Phinnessee, Ken Stacey
- Ballerini: Timor Steffens (ballerino principale), Nicholas Bass, Daniel Celebre, Mekia Cox, Christopher Grant, Misha Hamilton, Shannon Holtzapffel, Devin Jamieson, Charles Klapow, Ricardo Reid, Danielle Rueda Watts, Tyne Stecklein (crew di ballo)
- Co-coreografi con Jackson: Travis Payne e Stacy Walker
- Stilisti/Costumisti: Michael Lee Bush e Zaldy Coco
- Hair & Makeup/truccatrice personale di Jackson: Karen Faye

### Artisti di supporto
In un'intervista concessa al Larry King Live la cantante Lady GaGa ha dichiarato che avrebbe dovuto aprire alcuni degli spettacoli di Londra di Jackson come artista di supporto interpretando una canzone intitolata Pictures. Inoltre nella stessa intervista l'artista dichiara che ci furono alcune discussioni tra gli organizzatori dei concerti e gli artisti di supporto per organizzare dei possibili duetti tra Jackson e gli artisti in alcune serate.
Shaheen Jafargholi, un cantante bambino uscito dal Talent show Britain's Got Talent, avrebbe dovuto interpretare Who's Lovin' You all'inizio di alcune date del tour come dichiarato dallo stesso Kenny Ortega. La canzone venne interpretata alla fine dal ragazzino in onore di Jackson al suo memorial pubblico nel luglio del 2009.

### La morte di Michael Jackson e cancellazione
Il 25 giugno 2009, Michael Jackson è deceduto improvvisamente a Los Angeles per arresto cardiaco causato da un'intossicazione acuta dall'anestetico Propofol, a soli 18 giorni dalla partenza del tour, che venne pertanto cancellato. I promoter del tour, l'AEG Live, si impegnarono a rimborsare l'intero costo dei biglietti venduti o a dare in cambio ai fans dei biglietti commemorativi. Pochi giorni dopo il decesso vennero diffuse parecchie immagini delle prove dei concerti e venne reso pubblico il fatto che Jackson avesse fatto filmare oltre cento ore di prove dai suoi operatori.

### Produzione del film
Il 10 agosto 2009 il giudice Mitchell Beckloff della corte di Los Angeles approva un accordo riguardante i beni del cantante appena deceduto tra la AEG Live e la Sony Pictures. Questo accordo consente alla Sony Pictures di entrare in possesso e montare a scopo commerciale tutto il girato delle prove eseguite da Michael Jackson allo Staples Center di Los Angeles in preparazione al tour. Sony pagò 60 milioni di dollari per avere i diritti sul materiale girato e sul film da esso derivato.
Venne confermato dagli addetti ai lavori, sul sito ufficiale del cantante, che alcune riprese di alcune sequenze per lo spettacolo erano state effettuate in 3D, ma nelle sale esse saranno visibili in proiezione normale. Il film non mostra solo i pezzi di concerto provati e registrati, ma contiene anche dietro le quinte inediti e interviste con i suoi collaboratori. Il progetto è stato ultimato nei primi giorni di settembre.
Nei titoli di coda del film viene, indirettamente, reso noto agli spettatori che la voce di Michael Jackson è stata ritoccata mediante l'utilizzo di vecchie registrazioni e demo.

## Promozione e incassi
Il primo trailer è stato proiettato il 13 settembre 2009 agli MTV Video Music Awards 2009 mentre il film è uscito nelle sale di tutto il mondo il 28 ottobre 2009 e contiene anche un brano inedito eseguito da Jackson.
Michael Jackson's This Is It ha incassato 101 milioni di dollari nei primi 5 giorni di apertura, di cui 21 milioni solo nel fine settimana nelle sale nordamericane. Il successo è stato tale che negli Stati Uniti la Sony ha prolungato la programmazione dalle 2 settimane inizialmente previste fino al 'ponte' del giorno del ringraziamento alla fine di novembre, mentre in Italia fino al 25 novembre. I biglietti venduti nel mondo hanno generato più di 68 milioni di dollari, tra cui 10,4 in Giappone e 3,2 in Cina.
Gli incassi finali ammontarono a livello mondiale a 261,183,588 dollari, rendendolo il documentario musicale/film-concerto col maggiore incasso nella storia.

## Home Video
Il DVD e il Blu-ray della pellicola cinematografica sono stati pubblicati il 23 febbraio 2010 in diverse edizioni. L'edizione speciale del DVD contiene un doppio disco con oltre due ore di contenuti speciali, gli stessi delle edizioni Blu-ray. Uno speciale Blu-ray 3D Enhanced Edition contiene invece circa 10 minuti di scene in 3D che comprendono gli intro realizzati in 3D per alcune delle canzoni, ovvero quelli per Smooth Criminal, Earth Song e Thriller.

## Altri media
Sony Music Entertainment's Columbia e Epic Label Group hanno pubblicato il doppio album This Is It, con le musiche provenienti dal film, in tutto il mondo il 26 ottobre in concomitanza con l'uscita del film:
- Disco 1: contiene i brani originali dei più grandi successi di Michael nella stessa sequenza con la quale appaiono nel film. Il disco termina con due versioni inedite del singolo This Is It. La canzone, usata nella scena conclusiva del film, prevede la partecipazione dei fratelli di Michael come coristi.
- Disco 2: include versioni inedite dei classici del cantante e una poesia inedita recitata da Michael Jackson intitolata Planet Earth.

Il doppio CD comprende un booklet commemorativo di 36 pagine nel quale figurano foto esclusive di Jackson nelle sue ultime prove.